# Arka (czasopismo)
Arka – dwumiesięcznik literacko-polityczny o profilu konserwatywnym i antykomunistycznym, wydawany w latach 1983–1995 w Krakowie (do 1990 z pominięciem cenzury), a u schyłku działalności w 1996 w Warszawie.

## Historia
Pismo ukazywało się pierwotnie w podziemiu w nakładzie 2–4 tys. egzemplarzy (drukowanych na tzw. dojściach m.in. w zakładzie poligraficznym przy Akademii Medycznej) z podtytułem „Wolne pismo. Eseistyka, krytyka, literatura, inne formy” (od numeru 4: „Eseistyka, krytyka, literatura”), a jego pierwszy numer pojawił się w czerwcu 1983. Powstało w środowisku byłych działaczy Studenckiego Komitetu Solidarności w Krakowie, a jego właściwymi założycielami byli Jan Polkowski (pierwszy redaktor naczelny, odpowiedzialny za redakcję techniczną, druk i kolportaż) i Tadeusz Nyczek. Po aresztowaniach z marca 1984 i wydaniu numeru 5/6 redakcję opuścili Maria de Hernandez-Paluch, Bronisław Maj, Lesław Maleszka i Bogusław Sonik, a do Ryszarda Terleckiego dołączyli Ryszard Legutko (pseud. Marek Leski), Łukasz Plesnar (pseud. Michał Spis) i Piotr Pieńkowski (czynny do 1990). Od przełomu 1984/1985 pismo nawiązywało do konserwatywnej tradycji politycznej, czego ilustracją były publikowane w nim przekłady tekstów Friedricha von Hayeka i Rogera Scrutona.
Od 1984 była przyznawana nagroda „Arki”, którą otrzymali w 1984 Józef Mackiewicz i Jarosław Marek Rymkiewicz, w 1985 Gustaw Herling-Grudziński i Adam Michnik, w 1986 Stefan Kisielewski i Adam Zagajewski, w 1987 Włodzimierz Bolecki (pseud. Jerzy Malewski) i Tadeusz Żenczykowski, w 1988 – Stanisław Barańczak i Zbigniew Machej, w 1992 – Irina Iłowajska-Alberti. Także od 1984 redakcję reprezentował w Paryżu współpracownik tamtejszej „Kultury”, Wojciech Sikora, który wydał w latach 1986–1987 trzy antologie artykułów z „Arki”.
W numerze 20 z 1987 ujawniła się oficjalnie rada patronacka pisma, powołana za pośrednictwem Leszka Kołakowskiego w zachodnim środowisku antykomunistycznym. Weszli do niej obok Kołakowskiego Alain Besançon, François Bondy, Melvin Lasky (od 1958 redaktor sponsorowanego przez Centralną Agencję Wywiadowczą magazynu „Encounter”) i Norman Podhoretz, a w 1988 – Saul Bellow. W 1987 powstał także Klub Polityczny „Arki”, który ogłosił swoją deklarację programową w numerze 24 z 1988. W 1987 działalność redakcji była przedmiotem sprawy operacyjnego rozpracowania przez Służbę Bezpieczeństwa pod kryptonimem „Arka”.
Od 1988 teksty były sygnowane prawdziwymi nazwiskami w miejsce pseudonimów, w tym samym roku do redakcji dołączył młody historyk Andrzej Nowak. W 1989 powołane zostało do życia wydawnictwo Arka-Press. Od kwietnia do grudnia 1989 redakcja wydawała popularniejszy dwutygodnik „Świat” o zbliżonej tematyce, z którym współpracowali pod kierunkiem Marka Halberdy m.in. Jan Rokita, Wojciech Czuchnowski, Konstanty Gebert i Piotr Legutko; obok niego ukazał się jeden numer kwartalnika „Świat” poświęconego polityce międzynarodowej i wypełnionego tematyką żydowską. Ponieważ „Świat” nie cieszył się powodzeniem, od marca 1990 został zastąpiony przez konserwatywny dziennik „Czas Krakowski”, który istniał do 1997.
Wobec zaangażowania Polkowskiego w wydawanie „Czasu” redakcję „Arki” przejął w 1990 Ryszard Legutko. Od numeru 29 z 1990 roku „Arka” wychodziła legalnie. W pierwszym legalnym numerze opublikowano oceny Zbigniewa Brzezińskiego, Zdzisława Najdera i Jana Nowaka-Jeziorańskiego podkreślające znaczenie „Arki” dla intelektualnego kształtowania się opozycji wewnętrznej wobec PRL i sytuujące ją w czołówce czasopism opozycyjnych obok paryskiej „Kultury” i warszawskiej „Krytyki”. Jesienią 1991 Legutko przekazał stery Andrzejowi Nowakowi, który zradykalizował profil pisma, angażując je w bieżącą politykę i występując przeciwko lewicy solidarnościowej, zwłaszcza środowisku „Tygodnika Powszechnego”. Na łamach dwumiesięcznika ukazał się cykl artykułów Cezarego Michalskiego wymierzony przeciw liberalnym prądom kulturowym, teksty Wiesława Szymańskiego krytykujące czołowych pisarzy za konformizm w okresie Polskiej Rzeczypospolitej Ludowej, wywiady z prawicowymi politykami. Opublikowane w numerze 39/40, po upadku rządu Jana Olszewskiego w lipcu 1992, oświadczenie popierające lustrację pociągnęło za sobą rezygnację Kołakowskiego i Podhoretza z rady patronackiej. Redakcja ogłosiła następnie prawicowy manifest O ład moralny w Rzeczypospolitej. 
W 1994 Nowak samodzielnie sfinansował wydanie numeru 52, poświęconego nauczaniu Jana Pawła II i obronie życia poczętego, do czego asumptem była zwłoka w przekazaniu środków ze strony Polkowskiego jako szefa wydawnictwa Arka-Press, prawdopodobnie na tle niechęci tego ostatniego wobec radykalnej linii redakcyjnej. W odpowiedzi Polkowski wszczął sprawę sądową o przywłaszczenie tytułu prasowego (ostatecznie umorzoną), zdymisjonował Nowaka i na jego miejsce powołał Andrzeja Chwalbę, który przy poparciu Terleckiego i Plesnara zapowiedział powrót do profilu ideowego sprzed 1991. Większość składu redakcji opuściła pismo wraz z Nowakiem i od grudnia 1994 kontynuowała działalność przy ul. Dunajewskiego pod nowym szyldem „Arcanów” na bazie założonego w 1994 wydawnictwa Arcana. Redagowana przez Chwalbę, a następnie od początku 1995 przez Andrzeja Urbańskiego „Arka” nie zyskała uznania czytelników i zakończyła działalność w połowie 1996. Dwa ostatnie podwójne numery, datowane na 1996, ukazały się nakładem wydawnictwa Nauticus w Warszawie.

## Redakcja
Funkcję redaktora naczelnego sprawowali kolejno Jan Polkowski (1983–1990), Ryszard Legutko (1990–1991), Andrzej Nowak (1991–1994), Andrzej Chwalba (1994–1995) i Andrzej Urbański (1995–1996). Do stałych współpracowników należeli m.in. Jadwiga Staniszkis, Jacek Bartyzel, Leszek Dzięgiel, Krzysztof Kąkolewski, Leszek Elektorowicz i Jarosław Marek Rymkiewicz. Na łamach pisma ukazały się wywiady m.in. z Richardem Pipesem (1991), z Henrym Kissingerem (1994), z Irvingiem Kristolem, Jeane Kirkpatrick i Michaelem Novakiem (1992).